# 제11회 제주국제장애인인권영화제
제11회 제주국제장애인인권영화제는 2010년 9월 18일에 열린 시상식이다.

## 수상 및 후보

### 상영작
- 내 맘도 몰라주고 - 장은연
- 동수이야기 - 원해수
- 선배는 어떻게 공부했어요? - 강묘애
- 시설장애인의 역습 - 박종필
- 달팽이의 하루 - 박성균
- 꿈마는 은하 - 서초열린세상 1팀
- why not? - 한정제
- 단돈천원 - 이경민
- 세상을 향한 첫 외침 - 안언숙
- 신발나라 - 지윤호
- 스쿠터의 하루 - 강문종
- 야간수업 - 이승주